# Dromomania
La dromomania (dal greco δρόμος (dromos), "corsa", e μανία (mania), "ossessione", ossia "ossessione del viaggio") o poriomania è la tendenza nevrotica ossessiva a camminare senza una meta precisa. Può anche manifestarsi sotto forma di fughe improvvise.
È presente in alcuni soggetti anoressici, epilettici e schizofrenici. Il dromomane vede nel camminare un modo per liberare la propria mente da tutti i pensieri che lo affliggono, egli spesso rinuncia a molte cose per perseguire la sua mania e tende a vivere una vita isolata.
In contesti non clinici può indicare il desiderio di viaggiare; in questo caso è sinonimo di Wanderlust.